# Distretto di Kula
Il distretto di Kula (in turco Kula ilçesi) è uno dei distretti della provincia di Manisa, in Turchia.

## Villaggi del distretto di Kula
- Ahmetli
- Aktaş
- Ayazören
- Ayvatlar
- Balıbey
- Başıbüyük
- Battalmustafa
- Bayramşah
- Bebekli
- Börtlüce
- Çarıkballı
- Çarıkmahmutlu
- Çarıktekke
- Çiftçiibrahim
- Dereköy
- Emre
- Encekler
- Erenbağı
- Eroğlu
- Esenyazı
- Evciler
- Gökdere
- Gölbaşı
- Güvercinlik
- Hacıtufan
- Hamidiye
- Hayalli
- İbrahimağa
- İncesu
- Kalınharman
- Karaoba
- Kavacık
- Kenger
- Konurca
- Körez
- Narıncalıpıtrak
- Narıncalısüleyman
- Ortaköy
- Papuclu
- Saraçlar
- Sarnıçköy
- Şehitlioğlu
- Şeremet
- Şeritli
- Şeyhli
- Tatlıçeşme
- Topuzdamları
- Yağbastı
- Yeniköy
- Yeşilyayla
- Yurtbaşı